# Fultodromia spinifera
Fultodromia spinifera is een krabbensoort uit de familie van de Dromiidae. De wetenschappelijke naam van de soort is voor het eerst geldig gepubliceerd in 1931 door Montgomery.